# Acanthobasidium
Acanthobasidium Parmasto – rodzaj grzybów z rodziny skórnikowatych (Stereaceae). W Polsce występuje Acanthobasidium norvegicum.

## Charakterystyka
Grzyby kortycjoidalne. Bazydiokarp rozpostarty, rozproszony, cienki, hymenofor gładki. System strzępkowy monomityczny, strzępki generatywne ze sprzążkami. Występują gleocystydy i akantohyfidy. Na podstawkach są boczne wypukłości zwane akantobazydiami. Bazydiospory ornamentowane, amyloidalne.

## Systematyka i nazewnictwo
Pozycja w klasyfikacji według Index FungorumStereaceae, Russulales, Incertae sedis, Agaricomycetes, Agaricomycotina, Basidiomycota, Fungi.
Gatunki
- Acanthobasidium bambusicola L.D. Dai & S.H. He 2016
- Acanthobasidium delicatum (Wakef.) Oberw. ex Jülich 1979
- Acanthobasidium norvegicum (J. Erikss. & Ryvarden) Boidin
- Acanthobasidium penicillatum (Burt) Sheng H. Wu 2010
- Acanthobasidium phragmitis Boidin, Lanq., Cand.
- Acanthobasidium quilae (Gorjón, Gresl. & Rajchenb.) Rajchenb. & Pildain 2021
- Acanthobasidium weirii (Burt) L.D. Dai & S.H. He 2016

Wykaz gatunków i nazwy naukowe na podstawie Index Fungorum.